# Halvledarfabrik

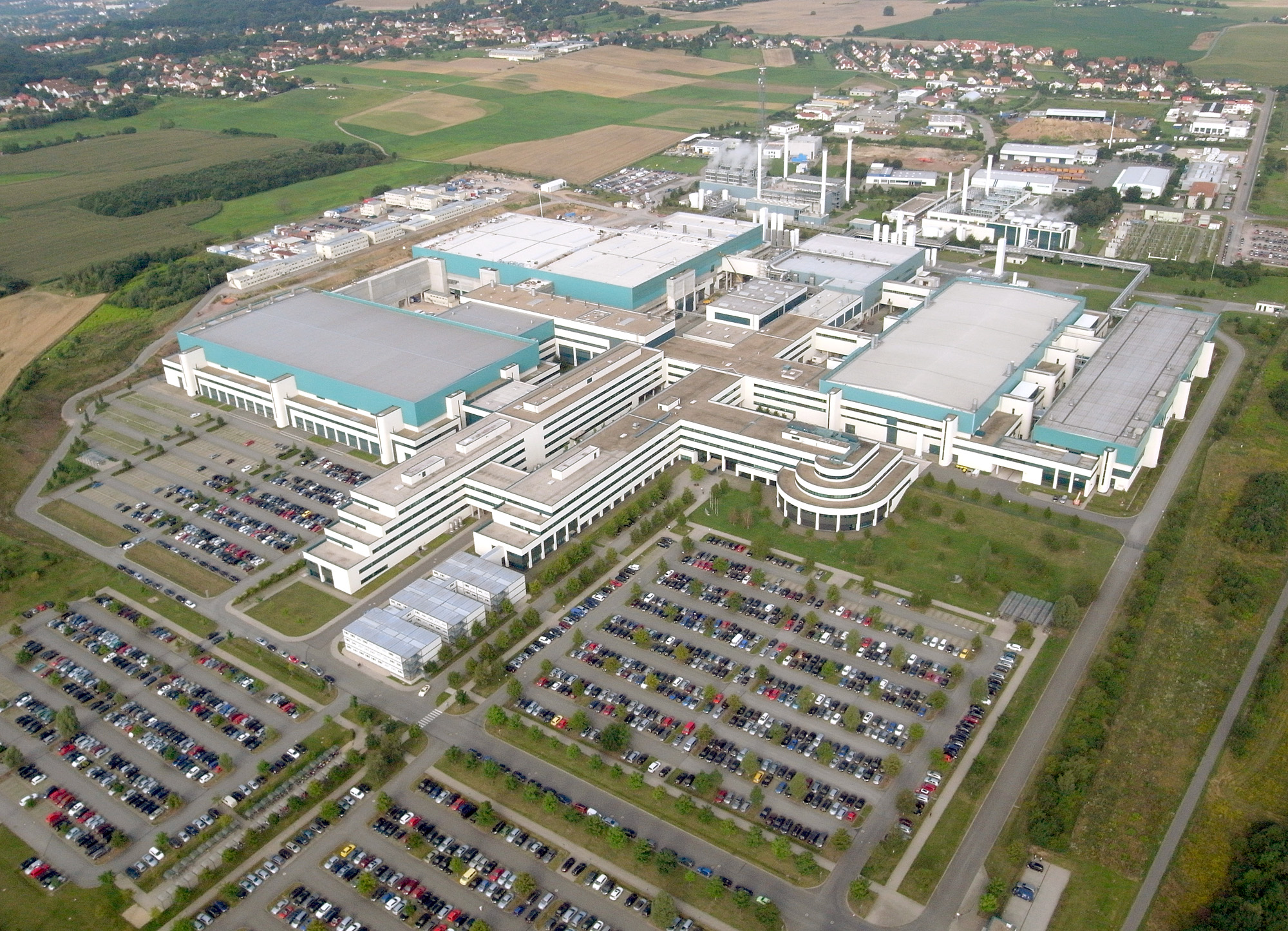
Globalfoundries halvledarfabrik i Dresden, Tyskland.

En halvledarfabrik är en fabrik där elektroniska halvledarkomponenter som integrerade kretsar tillverkas.
Det krävs många kostsamma maskiner för att driva en halvledarfabrik. Det uppskattades på 2010-talet att en ny fabrik kan kosta över en miljard amerikanska dollar (USD) och kostnader runt 3–4 miljarder USD är inte ovanliga. TSMC investerade 9,3 miljarder USD i sin anläggning Fab15 i Taiwan, där 300 millimeters kiselplattor tillverkas.
Den centrala delen av en halvledarfabrik är renrummet, ett område där miljön är strängt kontrollerad för att eliminiera allt damm, eftersom ett enda dammkorn kan förstöra en mikroelektronisk krets; sådana kretsar har detaljer som är mycket mindre än damm. Renrummet måste också stötdämpas för att reducera vibrationer och hållas inom snäva temperatur- och fuktighetsintervall. Temperatur- och fuktighetskontroll är avgörande för att minimera förekomsten av skadlig statisk elektricitet.
Renrummet innehåller maskiner som utför mikrolitografi, etsning, rengöring, dopning och ituskärning. Alla dessa maskiner är extremt precisa och därför extremt kostsamma. Priserna för den mest vanligt förekommande utrustningen för behandlingen av 300 millimeters kiselplattor kan ligga från 700 000 USD upp till 4 000 000 USD. Somliga maskiner kan kosta hela 50 miljoner USD (t.ex. "steppers"). En typisk halvledarfabrik har flera hundra sådana maskiner.
På grund av de höga kapitalkostnaderna formges och marknadsförs många integrerade kretsar av fabrikslösa halvledarproducenter som utkontrakterar tillverkningen till en fabrik.

## Historik
I vanliga fall kräver ett framsteg i halvledarteknologin att en helt ny halvledarfabrik måste byggas från grunden. Tidigare var utrustningen i en fabrik inte så fruktansvärt dyr och det fanns ett stort antal små halvledarfabriker som tillverkade integrerade kretsar i mindre mängder. Dock har kostnaden för modern utrustning stigit till den grad att en ny fabrik kostar flera miljarder dollar.
En annan bieffekt av den höga kostnaden har varit utmaningen att utnyttja äldre halvledarfabriker. För många företag är dessa äldre fabriker användbara för särskilda marknader, som inbyggda systemprocessorer, flashminnen, och mikrokontrollers. Men för företag med mer begränsade produktutbud är det mer lönsamt att hyra ut fabriken eller lägga ner den helt. Detta beror på att kostnaden för att uppgradera en halvledarfabrik tenderar att överstiga kostnaden för en helt ny fabrik.
Det har funnits en trend att tillverka ständigt större kiselplattor, så att varje steg i tillverkningsprocessen utförs på fler och fler chips samtidigt. Målet är att sprida tillverkningskostnaderna (kemikalier, tillverkningstid) över en större mängd säljbara kretsar. Det är opraktiskt och oekonomiskt att bygga om maskiner för att hantera större kiselplattor. Detta behöver inte nödvändigtvis betyda att fabriker som arbetar med mindre kiselplattor är förlegade; äldre fabriker kan vara billigare i drift, ge större produktionsavkastning, och gå med vinst.
År 2014 användes 300 millimeters kiselplattor i de allra mest avancerade halvledarfabrikerna. Industrin ämnar att gå över till 450 mm-plattor runt 2018. Mars 2014 förväntade sig Intel att rulla ut 450 mm-teknologi runt 2020. Dessutom finns den en ansträngning inom industrin att helt automatisera halvledartillverkningen från början till slut. 
International Sematech Manufacturing Initiative (ISMI), som är en utbyggnad av det amerikanska konsortiet SEMATECH, sponsrar "300 mm Prime"-initiativet. En viktig målsättning av detta initiativ är att göra det möjligt för halvledarfabriker att tillverka mindre satser, som svar på de allt mer korta livcyklerna i konsumentelektroniken. Tanken är att en sådan halvledarfabrik kan producera mindre satser enklare och kan växla sin produktion effektivt för att framställa integrerade kretsar för en mångfald av nya elektroniska kretsar. En annan viktig målsättning är att reducera väntetiden mellan processtegen.

## Svenska halvledarfabriker
Mellan 1983 och ungefär 2007 fanns en svensk halvledarfabrik i Kista som byggts upp av RIFA och senare Ericsson Components. Den är numera nedlagd. Sedan början av 2000-talet har en fabrik för tillverkning av kiselplattor av kiselkarbid byggts upp i Norrköping, den nuvarande ägaren är STMicroelectronics.